# إنريكي روميرو
إنريكي روميرو (بالإسبانية: Enrique Romero)‏ هو سباح إسباني، ولد في 30 ديسمبر 1963.

## وصلات خارجية
- إنريكي روميرو على موقع أوليمبيديا (الإنجليزية)